# アレグザンダー・リンジー (第4代クロフォード伯爵)
第4代クロフォード伯爵アレグザンダー・リンジー（英語: Alexander Lindsay, 4th Earl of Crawford、1420年代 – 1453年9月）は、スコットランド貴族。リンジー氏族の一員であり、「虎」（The Tiger）や「あごひげ伯爵」（Earl Beardie）、「長髭のデイヴィッド」（David with the long beard）などのあだ名が知られる。

## 生涯
第3代クロフォード伯爵デイヴィッド・リンジーとマージョリー・オグルヴィ（Marjory Ogivlie、1476年以降没、アレグザンダー・オグルヴィの娘）の息子として生まれ、1445年7月1日までに騎士爵に叙された。
爵位継承以前にアーブロース寺院より寺院のChief Justiciarに任命されたが、寺院側はアレグザンダーの従者に必要な維持費が高すぎるとしてアレグザンダーを解任、代わりにアレグザンダー・オグルヴィ(Alexander Ogilvie)を任命した。これに対しアレグザンダーが武力でアーブロース寺院とアーブロースの町を占領したため、オグルヴィ氏族はアレグザンダーをアーブロースから追い出そうとし、アレグザンダーは町門の前に戦列を展開してオグルヴィ氏族の軍勢を待ち構えた。これが1446年1月13日のアーブロースの戦いである。いざ戦闘に及ぼうとする矢先にアレグザンダーの父である第3代クロフォード伯爵デイヴィッド・リンジーが両軍の間に現れ、何とか衝突をやめさせようとしたが、その前にオグルヴィ氏族の兵士に槍で致命傷を与えられた。これにリンジー氏族が激怒してオグルヴィ氏族を攻撃、そのまま勝利したが、第3代クロフォード伯爵が重傷により4日後に死去したため、アレグザンダーはクロフォード伯爵位を継承した。また、世襲職のアバディーン州裁判所判事(Sheriff of Aberdeen)も継承した。アーブロースの戦いによるリンジー氏族とオグルヴィ氏族の間の恨みは1世紀以上続いたという。
1451年、在イングランド王国スコットランド大使を務めた。
父と同じくダグラス伯爵家やジョン・オブ・アイラと同盟した。1452年2月21日に第8代ダグラス伯爵ウィリアム・ダグラスがスコットランド王ジェームズ2世に殺害されると反乱を起こしたが、5月18日のブレッチンの戦いで初代ハントリー伯爵アレグザンダー・ゴードンに敗れ、自身の所有するフィンヘイヴン城に逃走した。その後、クロフォード伯爵は土地、財産の没収を宣告され、アバディーン州裁判所判事からも解任され、代わりにハントリー伯爵に与えられた。
しかし、ダグラス伯爵の失脚をみて、これ以上抵抗しても無駄であると観念したクロフォード伯爵はまずハントリー伯爵とセント・アンドルーズ主教ジェイムズ・ケネディの信用を得て、続いて帽子をかぶらず裸足でジェームズ2世の前に現れ、降伏の言葉を述べた。ジェームズ2世はクロフォード伯爵を許し、翌1453年4月に財産を返還、さらにGuardian of the Marchesに任命した。
1453年9月に熱病でフィンヘイヴン城で死去、息子デイヴィッドが爵位を継承した。

## 家族
マーガレット・ダンバー（Margaret Dunbar、1498年と1500年の間に没、サー・デイヴィッド・ダンバーの娘）と結婚、2男1女をもうけた。
- デイヴィッド（1440年 – 1495年） - 第5代クロフォード伯爵、初代モントローズ公爵
- アレグザンダー（1443年頃 – 1517年） - 第7代クロフォード伯爵
- エリザベス（1509年9月22日以降没） - 初代ドラモンド卿ジョン・ドラモンド（英語版）と結婚、子供あり